# Elke Schuch
Elke Schuch (geboren 1974) ist eine deutsche Drehbuchautorin. Bekannt ist sie als Autorin von Krimiserienepisoden, darunter vor allem als Autorin für Tatort und Großstadtrevier.

## Leben
Elke Schuch wurde 1974 in Hanau geboren und studierte Theater‑, Film- und Medienwissenschaften sowie Psychologie und Neuere Deutsche Literatur an der Universität Erlangen. Ihr Kurzfilm Funken und Asche (1998) wurde mit dem Drehbuchförderpreis der JFF und dem Bayerischen Jugendfilmpreis ausgezeichnet. Danach ging sie von 2000 bis 2002 für ein Filmstudium an die Universität Hamburg. 2001 schrieb sie ihr erstes Drehbuch für den Film Benny X, 2002 folgte ihr 20-minütiger Abschlussfilm Die rote Jacke unter der Regie von Florian Baxmeyer, der im Jahr 2003 den Student Academy Award (Oscar) als Bester Kurzfilm sowie den Studio Hamburg Nachwuchspreis gewann. Der Film war im Jahr 2004 für die Academy Awards nominiert.
Nach ihrem Studium schrieb sie vor allem Drehbücher für verschiedene Fernsehserien, darunter insbesondere für Tatort und Großstadtrevier, bei denen sie zum festen Autorenteam gehört. Sie lebt in Hamburg.

## Filmografie
- 2001: Benny X
- 2002: Die rote Jacke
- 2003–2020: Großstadtrevier (Fernsehserie, ungefähr 30 Folgen)
- 2004 Tatort: Verlorene Töchter (Fernsehfilm, mit Marc Blöbaum)
- 2005: Die Gerichtsmedizinerin – Per Anhalter in den Tod (Fernsehserie, mit Marc Blöbaum)
- 2006: Die Cleveren – Die Cellistin / Kinder (Fernsehserie, mit Marc Blöbaum)
- 2007: Einsatz in Hamburg – Ein sauberer Mord (Fernsehserie, mit Marc Blöbaum)
- 2009: Tatort: Borowski und die heile Welt (Fernsehfilm, mit Marc Blöbaum)
- 2014: Marie Brand und das Mädchen im Ring (Fernsehfilm)
- 2014: Die Kirche bleibt im Dorf – Hochzeit (Fernsehserie)
- 2016: Tatort: Feierstunde (Fernsehfilm)
- 2021: Tatort: Rhythm and Love (Fernsehfilm)
- 2021: Filomenas Schatz (Fernsehfilm)
- 2024: Polizeiruf 110: Diebe(Fernsehfilm)
- 2025: Polizeiruf 110: Böse geboren (Fernsehreihe)